# Viljans triumf

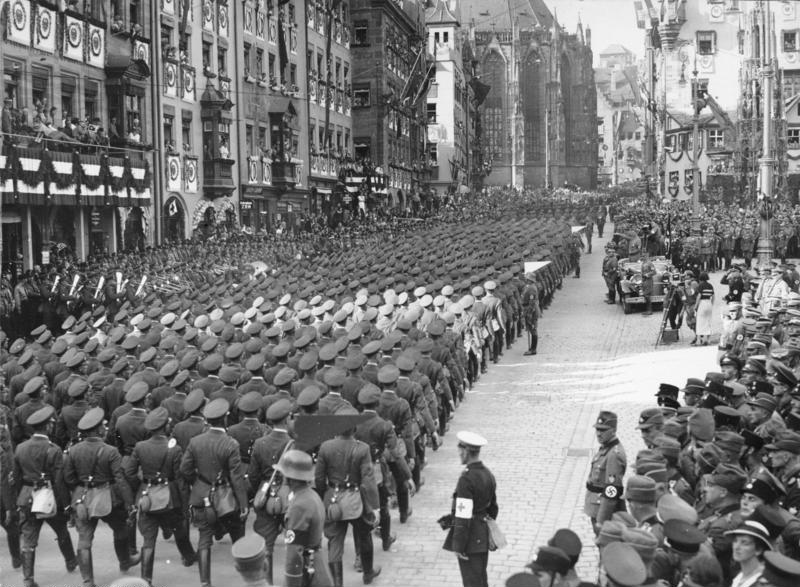
Leni Riefenstahl och hennes produktionslag kan ses till höger i bilden framför bilen, under en parad i Nürnberg.

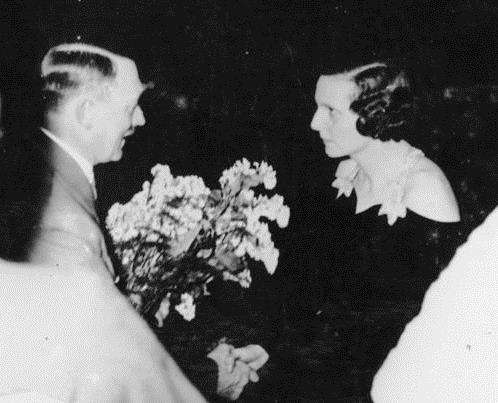
Filmens regissör och producent Leni Riefenstahl till höger, Adolf Hitler till vänster.

Viljans triumf (tysk originaltitel: Triumph des Willens) är en tysk propagandafilm från 1935 av den tyska filmskaparen Leni Riefenstahl. Filmen är en krönika över Nationalsozialistische Deutsche Arbeiterparteis (NSDAP) kongress i Nürnberg 1934.
Filmen innehåller utdrag från flera tal av nazistiska ledare på partikongressen inklusive delar av Adolf Hitlers tal. Hitler beställde filmen och agerade som en inofficiell producent; hans namn återfinns i filmens början. Det genomgående temat för filmen är Tysklands återkomst som stormakt med Hitler som den sanne tyske ledaren som ska skänka ära åt nationen.
Filmen hade premiär den 25 mars 1935 och är ett av filmhistoriens mest kända exempel på propaganda. Riefenstahls teknik i kameraflyttning, användandet av teleobjektiv för att skapa ett annorlunda perspektiv, flygfotografi och ett revolutionerande användande av musik och filmfotografi har gett filmen erkännande som en av de bästa propagandafilmerna någonsin.
Riefenstahl vann flera priser för filmen, inte bara i Tyskland utan även i USA, Frankrike, Sverige och andra länder. Filmen var populär i Tredje Riket, och på andra ställen, och har påverkat även dagens filmer, dokumentärer och reklamfilmer trots att den skapar en frågeställning om gränsen mellan konst och moral.

## Medverkande (i urval)
- Adolf Hitler
- Joseph Goebbels
- Hermann Göring
- Rudolf Hess
- Heinrich Himmler
- Reinhard Heydrich